# Philip Brittijn
Philip Brittijn (Winterswijk, 9 april 2004) is een Nederlands voetballer die doorgaans speelt als middenvelder. In juni 2025 verruilde hij De Graafschap voor Fortuna Sittard.

## Clubcarrière
Brittijn speelde in de jeugd van FC Winterswijk en werd in 2014 opgenomen in de opleiding van De Graafschap. Deze doorliep hij en voorafgaand aan het seizoen 2021/22 mocht hij meetrainen met het eerste elftal. In augustus 2021 tekende hij ook zijn eerste professionele contract bij de Doetinchemse club. Zijn debuut in het eerste elftal volgde op 10 september 2021, toen in de Eerste divisie met 0–3 verloren werd van FC Volendam. Gaetano Oristanio, Daryl van Mieghem en Robert Mühren zorgden voor de treffers. Brittijn moest van coach Reinier Robbemond op de reservebank beginnen en mocht zeventien minuten voor het einde van de wedstrijd invallen voor Ted van de Pavert.
Zijn eerste doelpunt maakte de aanvaller veertien dagen later, op 24 september, tegen Jong FC Utrecht. Teamgenoot Rick Dekker opende de score, maar door een eigen doelpunt van Jeffry Fortes en een goal van Derensili Sanches Fernandes kwamen de bezoekers op voorsprong. In de blessuretijd zorgde Brittijn, die was ingevallen voor Hicham Acheffay, na een lange bal van doelman Hidde Jurjus voor de 2–2. In juni 2023 werd de verbintenis van Brittijn opengebroken en verlengd tot medio 2025. Brittijn speelde vier seizoenen voor De Graafschap, waarin hij goed was voor 148 wedstrijden, zestien goals en tien assists.
Hij trok in de zomer van 2025 transfervrij naar Fortuna Sittard, waar hij een contract voor drie seizoenen tekende. Op 8 augustus debuteerde hij tegen Go Ahead Eagles in de Eredivisie én voor Fortuna. Hij maakte direct zijn eerste doelpunt voor de club en speelde met 2–2 gelijk tegen de bekerwinnaar.

## Clubstatistieken
| Seizoen | Club            | Competitie     | Competitie | Competitie | Beker | Beker | Internationaal | Internationaal | Nacompetitie | Nacompetitie | Totaal | Totaal |
| Seizoen | Club            | Competitie     | Wed.       | Dlp.       | Wed.  | Dlp.  | Wed.           | Dlp.           | Wed.         | Dlp.         | Wed.   | Dlp.   |
| ------- | --------------- | -------------- | ---------- | ---------- | ----- | ----- | -------------- | -------------- | ------------ | ------------ | ------ | ------ |
| 2021/22 | De Graafschap   | Eerste divisie | 24         | 3          | 1     | 0     | —              | —              | 2            | 0            | 27     | 3      |
| 2022/23 | De Graafschap   | Eerste divisie | 37         | 2          | 4     | 1     | —              | —              | —            | —            | 41     | 3      |
| 2023/24 | De Graafschap   | Eerste divisie | 37         | 3          | 2     | 0     | —              | —              | 2            | 0            | 41     | 3      |
| 2024/25 | De Graafschap   | Eerste divisie | 35         | 7          | 2     | 0     | —              | —              | 2            | 0            | 39     | 7      |
| 2025/26 | Fortuna Sittard | Eredivisie     | 1          | 1          | 0     | 0     | —              | —              | 0            | 0            | 1      | 1      |
| Totaal  | Totaal          | Totaal         | 134        | 16         | 9     | 1     | 0              | 0              | 4            | 0            | 149    | 17     |

Bijgewerkt op 12 augustus 2025.